# Huib Luns

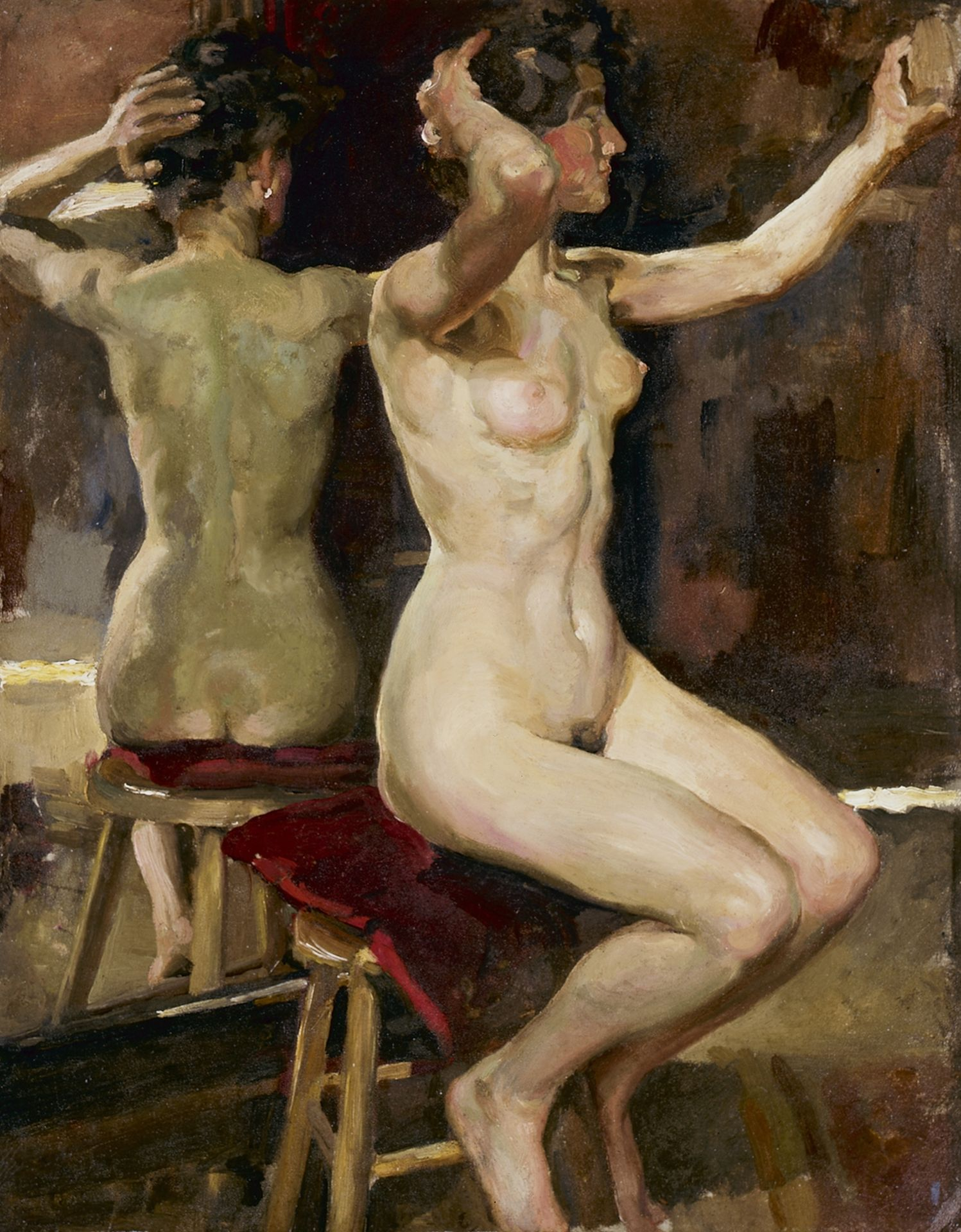
Frauenakt

Huib Luns  (* 6. Juni 1881 in Paris; † 24. Februar 1942 in Amsterdam) war ein niederländischer Genremaler, Radierer, Lithograf, Holzschneider und Kunstlehrer.

## Leben
Seine Eltern waren Niederländer. Er kam im Alter von 8 Jahren in die Niederlande. Er besuchte vier Jahre lang die Hogereburgerschool, durfte dann malen.
Er studierte von 1898 bis 1901 das Zeichnen an der Rijksnormaalschool voor Teekenonderwijzers (Nationale Normalschule für Zeichenlehrer) in Amsterdam und von 1901 bis 1902 an den Abendkursen an der Rijksakademie van beeldende kunsten in Amsterdam.
Als junger Maler lebte er einige Jahre in Brüssel und malte viele Porträts. 1908 kam er in die Niederlande zurück und übernahm die Leitung der Rotterdamer Zeichenakademie. Von 1918 bis 1923 war er Direktor der Koninklijke School voor Kunst, Techniek en Ambacht (Königliche Schule für Kunst, Technik und Handwerk) in Den Bosch.
Von 1923 bis 1931 war er Direktor des Rijksinstituut tot Opleiding van Tekenleraren (Staatsinstitut für Ausbildung von Zeichenlehrern). Ab 1931 war er Direktor der Technischen Hochschule in Delft.
Er verfasste einige Reisebücher sowie ein Buch über Rembrandt van Rijn. Er war auch Vorsitzender der „Arti et Amicitiae“ in Amsterdam.
Neben der Malerei beschäftigte er sich mit Radierungen, Lithographien und Holzschnitten.
Zu seinen Schülern gehörten Gesina Boevé, Kuno Brinks, Rachel Fernhout-Pellekaan, Wim van de Plas, Leo Ponse, Jan Schonk, Everardus Warffemius und Wim van Woerkom.

## Schriften (Auswahl)
- Holländische Plakatkunst 1914–1921. In: Das Plakat, Bd. 12 (1921), Heft 9, S. 455–463 (Digitalisat).